# Второе бюро
Второе бюро / Второе (разведывательное) управление (РУ) Генштаба Сухопутных войск Франции  (фр. Deuxième Bureau de l'État-major général) — орган военной разведки ВС Франции в 1871—1940 гг.

## История
После того как Французская империя потерпела поражение от Пруссии в 1871 г., Министерство и Генштаб Сухопутных войск получили указание правительства о формировании управления военной разведки. Организация стратегической и оперативной разведки была поручена 2-му управлению Генштаба Сухопутных войск. В сферу компетенции РУ Генштаба была включена и контрразведка в Вооруженных силах.
С 1874 года Второе бюро подчинялось заместителю начальника Генерального штаба. Оно получало информацию, с одной стороны, от отдела статистики, имеющего свой агентурный аппарат за рубежом, с другой — от военных атташе при посольствах и от офицеров, находившихся во временных миссиях. После дела Дрейфуса отдел статистики (который занимался и контрразведкой) был упразднен. Вместо него появилась Служба разведки (Service de Renseignement), полностью подчиненная Второму бюро, а контрразведка с 1899 года была передана в ведение Министерства внутренних дел (Сюрте).

## Структура Генштаба
| Генеральный штаб Сухопутных войск | Генеральный штаб Сухопутных войск | Генеральный штаб Сухопутных войск | Генеральный штаб Сухопутных войск | Генеральный штаб Сухопутных войск | Генеральный штаб Сухопутных войск |  |  | Управления                    | Управления | Управления | Управления | Управления | Управления |
| Генеральный штаб Сухопутных войск | Генеральный штаб Сухопутных войск | Генеральный штаб Сухопутных войск | Генеральный штаб Сухопутных войск | Генеральный штаб Сухопутных войск | Генеральный штаб Сухопутных войск |  |  | Управления                    | Управления | Управления | Управления | Управления | Управления |
|                                   |                                   |                                   |                                   |                                   |                                   |  |  | 1-е (мобилизационное)         |            |            |            |            |            |
|                                   |                                   |                                   |                                   |                                   |                                   |  |  |                               |            |            |            |            |            |
|                                   |                                   |                                   |                                   |                                   |                                   |  |  | 2-е (разведывательное)        |            |            |            |            |            |
|                                   |                                   |                                   |                                   |                                   |                                   |  |  |                               |            |            |            |            |            |
|                                   |                                   |                                   |                                   |                                   |                                   |  |  | 3-е (оперативное)             |            |            |            |            |            |
|                                   |                                   |                                   |                                   |                                   |                                   |  |  |                               |            |            |            |            |            |
|                                   |                                   |                                   |                                   |                                   |                                   |  |  | 4-е (материально-техническое) |            |            |            |            |            |
|                                   |                                   |                                   |                                   |                                   |                                   |  |  |                               |            |            |            |            |            |

По состоянию на 1871 г. Генштаб Сухопутных войск включал в себя следующие управления:
- 1-е — боевое применение, мобилизационные и административные вопросы.
- 2-е — разведка за рубежом, контрразведка в воинских частях, оценка доктрин Сухопутных войск других государств.
- 3-е — выработка оперативных планов применения Сухопутных войск.
- 4-е— инфраструктура, вопросы военного строительства, промышленности, боевой подготовки и военного образования.

## До Первой мировой войны

### Организация разведки
Вопросы оценки и распределения информации по линии Генштаба, были поручены военно-статистическому (фр. Section de statistique), позже исследовательскому (фр. Section de recherche (SR)) 2-го управления ГШ.
Основной массив информации о Сухопутных войсках иностранных государств получался органами разведки через аппараты военных миссий и атташе при посольствах за рубежом.
Дополнительными источниками получения военно-политической информации были обмен информацией с другими ведомствами (ВМС, МИД, МВД), а также изучение зарубежной прессы.

### Организация контрразведки
В 1886 г. парламентом Франции был принят закон об уголовной ответственности за шпионаж. В 1895 г. РУ Генштаба инициировало т. н. дело Дрейфуса. На обвинении капитана Генштаба Дрейфуса в шпионаже решительно настаивало руководство Генштаба и военной разведки.
В связи с политической предвзятостью и служебными преступлениями в ходе расследования дела Дрейфуса, правительственными органами в 1899 г. было принято решение о передаче военной контрразведки из Генштаба в МВД.
Отдел контрразведки МВД был сформирован в 1906 г., хотя Генштаб постоянно настаивал на возврате контрразведки в свою компетенцию. С 1911 г. контрразведка была подчинена судебному управлению МВД, а в 1913 г. было принято решение о разграничении компетенций.
Штабы видов Вооруженных сил стали нести ответственность за разведку и безопасность в экспедиционных частях, управления безопасности МВД метрополии обеспечивали контрразведку и ведение уголовных дел по шпионажу.

## Во время Первой мировой войны
В ходе Первой мировой войны вопросы разведки Сухопутных войск оставались в компетенции 2-го управления. Разрыв отношений с большинством противоборствующих государств ограничил возможности получения информации через миссии связи и аппарата военных атташе.
Весной 1915 г. в составе Генштаба Сухопутных войск были сформированы два новых управления:
- 5-е (Центральное разведывательное) (фр.  Bureau Central  de Renseignement (BCR)) — разведка и диверсии на оккупированных территориях, военная контрразведка и противодействие иностранным спецслужбам[11].
- Управление связи союзников (фр. Bureau Central Interalliée (BCI)) — обмен данными с разведками союзников и руководство миссиями связи.

5-е управление было развернуто на основе Центрального разведывательного отдела (SCR) 2-го управления, в обязанности которого входила агентурная разведка на оккупированных территориях в Европе. В обязанности 2-го управления стали входить в первую очередь анализ и оценка добываемой информации.
Ставка ВГК ВС Франции также развернула собственное РУ для обеспечения агентурной информацией. Разветвленная система разведки действовала до 1917 г.
| Ставка Верховного главнокомандования | Ставка Верховного главнокомандования | Ставка Верховного главнокомандования | Ставка Верховного главнокомандования | Ставка Верховного главнокомандования | Ставка Верховного главнокомандования |  |  | Управления             | Управления | Управления | Управления | Управления | Управления |
| Ставка Верховного главнокомандования | Ставка Верховного главнокомандования | Ставка Верховного главнокомандования | Ставка Верховного главнокомандования | Ставка Верховного главнокомандования | Ставка Верховного главнокомандования |  |  | Управления             | Управления | Управления | Управления | Управления | Управления |
|                                      |                                      |                                      |                                      |                                      |                                      |  |  | 1-е (оперативное)      |            |            |            |            |            |
|                                      |                                      |                                      |                                      |                                      |                                      |  |  |                        |            |            |            |            |            |
|                                      |                                      |                                      |                                      |                                      |                                      |  |  | 2-е (разведывательное) |            |            |            |            |            |
|                                      |                                      |                                      |                                      |                                      |                                      |  |  |                        |            |            |            |            |            |

| Генеральный штаб Сухопутных войск | Генеральный штаб Сухопутных войск | Генеральный штаб Сухопутных войск | Генеральный штаб Сухопутных войск | Генеральный штаб Сухопутных войск | Генеральный штаб Сухопутных войск |  |  | Управления                         | Управления | Управления | Управления | Управления | Управления |
| Генеральный штаб Сухопутных войск | Генеральный штаб Сухопутных войск | Генеральный штаб Сухопутных войск | Генеральный штаб Сухопутных войск | Генеральный штаб Сухопутных войск | Генеральный штаб Сухопутных войск |  |  | Управления                         | Управления | Управления | Управления | Управления | Управления |
|                                   |                                   |                                   |                                   |                                   |                                   |  |  | 1-е (мобилизационное)              |            |            |            |            |            |
|                                   |                                   |                                   |                                   |                                   |                                   |  |  |                                    |            |            |            |            |            |
|                                   |                                   |                                   |                                   |                                   |                                   |  |  | 2-е (разведывательной информации)  |            |            |            |            |            |
|                                   |                                   |                                   |                                   |                                   |                                   |  |  |                                    |            |            |            |            |            |
|                                   |                                   |                                   |                                   |                                   |                                   |  |  | 3-е (плановое)                     |            |            |            |            |            |
|                                   |                                   |                                   |                                   |                                   |                                   |  |  |                                    |            |            |            |            |            |
|                                   |                                   |                                   |                                   |                                   |                                   |  |  | '4-е (материально-техническое)     |            |            |            |            |            |
|                                   |                                   |                                   |                                   |                                   |                                   |  |  |                                    |            |            |            |            |            |
|                                   |                                   |                                   |                                   |                                   |                                   |  |  | 5-е (Центральное разведывательное) |            |            |            |            |            |
|                                   |                                   |                                   |                                   |                                   |                                   |  |  |                                    |            |            |            |            |            |
|                                   |                                   |                                   |                                   |                                   |                                   |  |  | (Связи с союзниками)               |            |            |            |            |            |
|                                   |                                   |                                   |                                   |                                   |                                   |  |  |                                    |            |            |            |            |            |

## В межвоенный период

### Организация разведки
В 1917 г. по указанию премьера А. Бриана была произведена реорганизация структур разведки и контрразведки. Ставка ВГК была расформирована, 5-е управление Генштаба возвращено в состав 2-го, начальником объединенного РУ назначен бывший начальник 5-го управления полковник Генштаба А.Губэ.

### Организация контрразведки
В 1930 г. в МВД было создано Главное управление общей безопасности (фр.  Direction général de sûreté générale (DGSG)), в которое были переданы все подразделения контрразведки МВД, в 1934 г. переименованное в Главное управление национальной безопасности.
В 1937 г. правительство передало все вопросы безопасности метрополии в ведение МВД, где было сформировано Центральное разведывательное управление (фр.  Bureau Central  de Renseignement (BCR)) во главе с полковником МВД Л. Риве. В 1939 г. по инициативе Генштаба был пересмотрен УК Франции с целью объединения всех статей предыдущих Кодексов по шпионажу и безопасности.

## Вторая мировая война

### Разведка оккупированной Франции
После разгрома Франции нацистской Германией в 1940 г. режим Виши организовал Центр правительственной информации (фр.  Centre d` Information Gouvernemantale (CIG)) под руководством адмирала Ф. Дарлана.

### РазведкаСвободной Франции

#### Органы разведки штабаде Голля
В 1940 г. правительство Свободной Франции в Лондоне развернуло 2-е управление (РУ) штаба де Голля под руководством майора А. Деваврена. С 1941 г. управление именовалось Службой разведки (фр. Service de Renseignements (SR)), с 1942 г. Центральным разведывательно-боевым (фр. Bureau central de renseignements et d’action militaire (BCRAM)) и диверсионным управлением (фр. Bureau central de renseignements et d'action (BCRA)). Аббревиатура BCRA закрепилась за всеми спецслужбами де Голля.

#### Органы разведки штабаЖиро
Ввиду существования на оккупированных территориях Ставок генерала де Голля и генерала Жиро, в структуре руководства Свободной Франции некоторое время имелись параллельные разведки в Лондоне и Алжире :
- Центральное разведывательно-диверсионное управление (Лондон) — майор СВ А. Деваврен
- Разведывательно-диверсионное управление (Алжир) — полковник МВД Л. Риве

#### Создание объединенной разведки
В конце 1943 г. между штабами Жиро и де Голля было достигнуто соглашение о создании объединенной разведки под названием Главного управления спецслужб (фр.  Directorat general des services speciaux (DGSS)) под руководством Ж. Сустеля. В 1944 г. управление было переименовано в Главное управление исследований (фр. Direction générale des études et recherches (DGER)).

## После Второй мировой войны
После освобождения оккупированной Франции Главное управление исследований было развернуто в единую Службу зарубежной документации и безопасности (фр. Service de documentation extérieure et de contre-espionnage (SDECE)), существовавшую до 1982 г.

## Руководители РУ Генштаба Франции
- полковник Ж. Сандэр в 1886—95 гг.
- полковник М. Пикар в 1895—96 гг.
- полковник У. Анри в 1897—99 гг.
- полковник Ш. Дюпон в 1913—17 гг.
- полковник Губэ с 1917 г.
- полковник М. Гоше в 1937—1940 гг.
- полковник Л. Риве в 1941—45 гг.